# Château de Durand-Delga
Le château de Durand-Delga ou château de la Madeleine est un château du XIXe siècle, situé à Gaillac, dans le Tarn (France). C'est la demeure natale du géologue Michel Durand-Delga (1923-2012).

## Historique
Le château de Durand-Delga est édifié à partir de 1880, par Adrien Durand (1841-1899), un bourgeois de Gaillac. Il est le seul neveu et héritier des trois frères Delga, des militaires reconnus ayant servi sous Napoléon, et qui possédaient un hôtel particulier à Gaillac, dans la rue qui porte aujourd'hui leur nom. La construction de l'édifice est terminé vers 1895.
Le 28 mai 1923, Michel Durand-Delga y nait. Petit-fils du commanditaire, il deviendra un géologue de renom'.
À la fin de la Seconde Guerre mondiale, il est ravagé par un puissant incendie, dû à un court-circuit. Reconstruit, il est vendu à l'Union Vinicole Coopérative de Gaillac par les héritiers des Durand-Delga en 1948, puis revendu quelque temps plus tard à la quincaillerie Bru.

## Architecture
Le château de Durand-Delga est un édifice construit sur un plan rectangulaire, sur deux étages. Édifié dans un style proche de la Renaissance, il est flanqué de deux tourelles d'angle. Il est bâti en briques, lesquelles sont de deux couleurs différentes ce qui rehausse l'architecture de l'édifice. Sa façade principale est ornée de différents bandeaux, sculptures et ornements, et est surmonté d'un étage de lucarnes sculptées. En plus d'un balcon central, il présente différents perrons. Les toitures en croupes sont constituées d'ardoises.